# НАПОР (Национална асоцијација практичара/ки омладинског рада)
Национална асоцијација практичара/ки омладинског рада (скр. НАПОР) је струковни и репрезентативни савез удружења која се баве омладинским радом у Србији.
НАПОР је настала 2009. године, као резултат иницијативе организација цивилног друштва у Србији, које спроводе омладински рад. Њихов циљ је био стандардизација, професионализација омладинског рада, и препознавање омладинског рада од стране младих, институција које раде са младима, државе и друштва уопште.

## Битна достигнућа
Нека од достигнућа НАПОР-а:
- Развијени стандарди за 3 нивоа занимања у омладинском раду (омладински лидер, омладински радник, специјалиста за омладински рад и политике).
- Учешће у изради Закона о младима Републике Србије, у коме се налази и дефиниција омладинског рада.
- Развијени стандарди квалитета омладинског рада и механизам за њихову имплементацију.
- Дефинисан Етички кодекс у омладинском раду и потписан од стране чланица; креиран Савет за етичка питања.
- Развијен програм образовања за омладинске лидере и омладинске раднике.
- Развијен механизам за валидацију претходно стечених компетенција у омладинском раду.
- Остварено партнерство са Министарством омладине и спорта, Кровном организацијом младих Србије, Националном асоцијацијом канцеларија за младе и бројним другим организацијама и институцијама у земљи и у иностранству.

## Структура
НАПОР има 49 организација чланица - организација младих и организација за младе у Србији. Свака чланица има свог делегата/кињу у Скупштини асоцијације. Скупштина бира тела НАПОР-а:
- Управни одбор (7 чланова/ица) управља радом асоцијације између скупштина. Реализује стратешке и акционе планове НАПОР-а. Управни одбор бира и поставља на чело Секретаријата - Извршног директора/ку.
  - Извршни директор/ка је руководилац Секретаријата и извршилац планова и програма које су донели Скупштина и Управни одбор.
- Надзорни одбор (3 члана/ице) врши надзор свих тела асоцијације, законитости деловања и финансијског пословања.
- Савет за етичка питања (5 чланова/ица) врши надзор поштовања Етичког кодекса у омладинском раду[5] и обезбеђује подршку омладинским радницима/цама у раду.

- Акредиторски тим (17 чланова/ица) се бави осигурањем квалитета програма омладинског рада кроз процес акредитације и подршке чланицама асоцијације.